# Helina allotalla
Helina allotalla este o specie de muște din genul Helina, familia Muscidae. A fost descrisă pentru prima dată de Johann Wilhelm Meigen în anul 1830. Conform Catalogue of Life specia Helina allotalla nu are subspecii cunoscute.

## Galerie

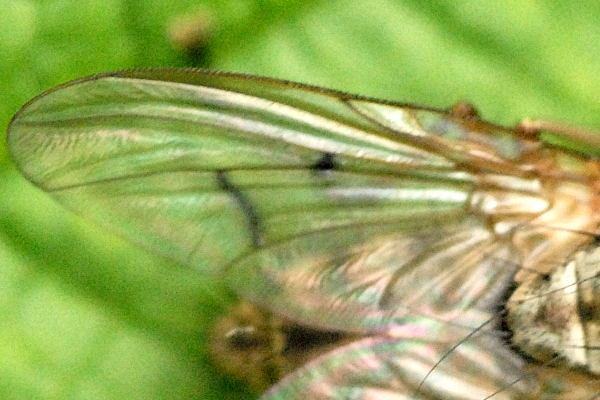